# Robert Del Naja

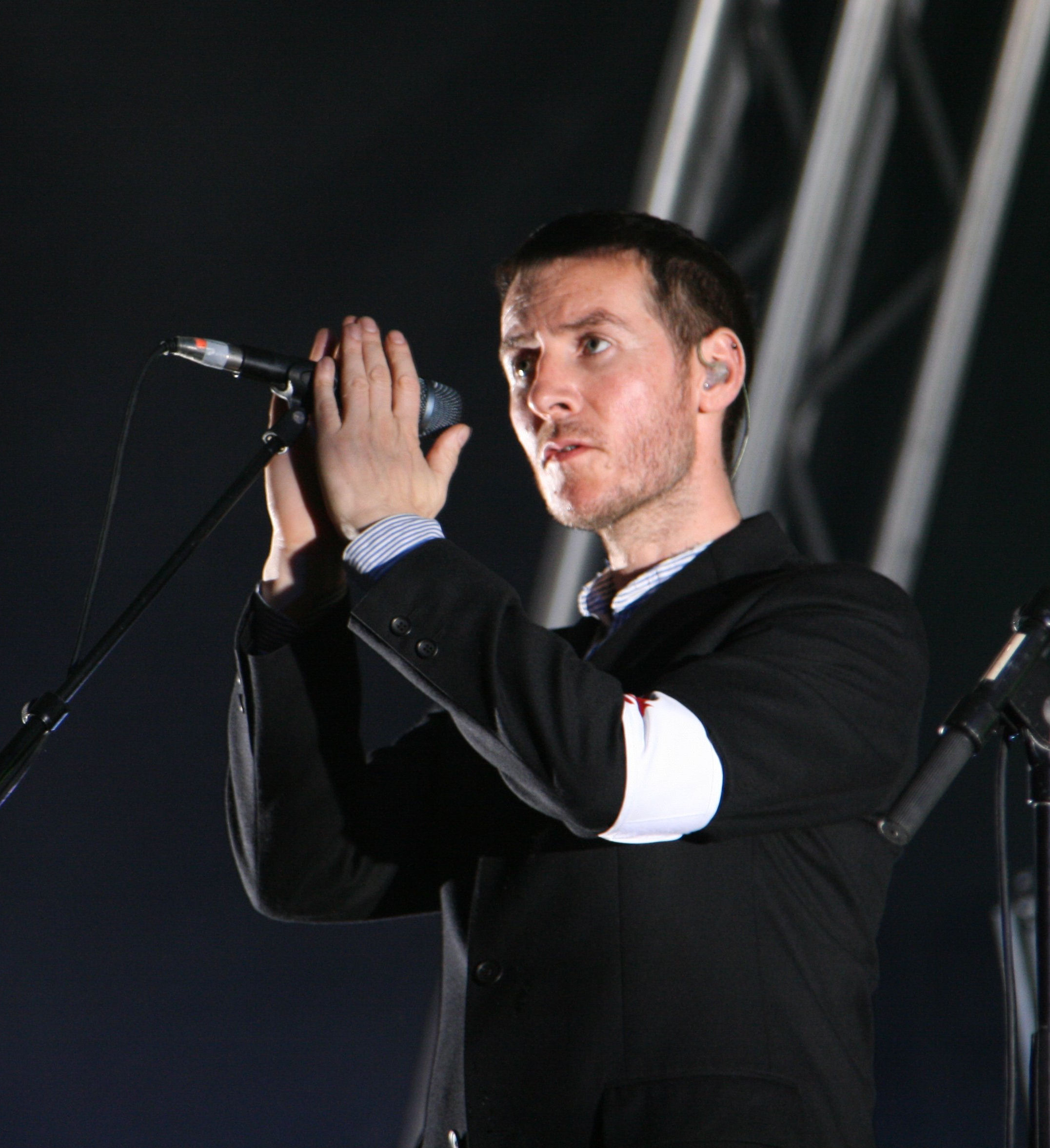
Robert Del Naja (2007)

Robert Del Naja alias „3D“ (* 21. Januar 1965) ist ein britischer Künstler und Musiker und Mitglied der Gruppe Massive Attack.

## Biografie
Robert Del Naja war in den 1980er Jahren Mitglied des Bristoler Künstlerkollektivs The Wild Bunch. Er war vor allem als Graffiti-Künstler tätig. Aus dem Wild Bunch entstand 1987 die Formation Massive Attack, bestehend aus Grantley Marshall, Andrew Vowles und Robert Del Naja. Del Naja war anfangs in erster Linie für das Artwork (z. B. das Cover-Design) zuständig, agierte aber bald auch als Master of Ceremonies (MC).
Sein Einfluss als Komponist nahm über die Jahre immer mehr zu. Beispiel hierfür ist das dritte Album Mezzanine, das von Del Najas Rock-Punk-Einflüssen geprägt ist. Das vierte Studioalbum 100th Window stammt ausschließlich aus seiner und Co-Produzent Neil Davidges Feder; am fünften Album Heligoland war Del Naja als Komponist und als MC ebenfalls wieder prominent beteiligt.
2007 entwarf er das Artwork zu dem Album War Stories von UNKLE, auf dem er auch mit dem Song twillight vertreten ist.
Im September 2016 erschien im Online-Magazin GlasgowLive ein Artikel des Journalisten Craig Williams mit der Vermutung, dass es sich bei Robert Del Naja und dem Street-Art-Künstler Banksy entweder um dieselbe Person handelt, oder dass Del Naja zumindest Mitglied einer Gruppe ist, die verantwortlich für Banksy-Kunstwerke ist. Williams begründete dies mit einer Reihe von Beispielen, wo Kunstwerke, die Banksy zugeordnet werden, an Orten aufgetaucht sind, an denen entweder unmittelbar zuvor auch Massive Attack auftraten oder die im Zusammenhang mit Reisen anlässlich anderer Projekte einhergingen, an denen Del Naja beteiligt war. Im Juni 2017 nahm der Künstler Goldie in einem Interview diese Spekulation auf. Del Naja bestritt diese Gerüchte jedoch bereits einen Tag nach der Veröffentlichung in GlasgowLive gegenüber der Daily Mail und erklärte die zusammenhängenden Ereignisse damit, dass Banksy, mit dem er gut befreundet sei, lediglich häufiger Konzerte der Band besuchte.

## Graffiti-Anfänge in Bristol
Das erste Mal mit Graffiti in Berührung kam del Naja 1981 auf einem Konzert von The Clash in London, wo der New Yorker Graffiti-Künstler Futura 2000 live vor Ort während der Vorstellung sprühte. Er selbst startete dann mit Punk-Schablonen auf T-Shirts und Mauern in Bristol. Mit Abnahme der Popularität der Punkbewegung in den 80er Jahren wendete sich Del Naja stärker der aus den USA stammenden Hip-Hop-Bewegung zu. Musikvideos, wie Malcolm McLarens Buffalo Gals von 1982 und Blondies Song Rapture aus 1981, in dem Fab 5 Freddy ein Graffiti-Piece anfertigte, machten das erste Mal Graffitikunst für die breitere Öffentlichkeit sichtbar. Neben Musikvideos spielte auch der 1983 veröffentlichte Film Wild Style eine große Rolle für Del Najas Hinwendung zum Hip-Hop-Graffiti. Der Hauptcharakter wird hier aktiv beim Sprayen, also dem eigentlichen Prozess der Entstehung der Graffiti-Kunst, gezeigt. Weitere Einflüsse waren das Cover der Single Beat Bop von Rammellzee und K-Rob, dessen Cover von Jean-Michel Basquiat gestaltet worden war, und das Buch Subway Art von 1984 mit Fotos aus der New Yorker Graffitiszene, die somit das erste Mal auch in England gesehen wurden. Inhaltliche Vorbilder lassen sich im Film Taxi Driver (hauptsächlich Robert De Niro) von 1976 finden, sowie bei zahlreichen Superhelden-Charakteren von Marvel und DC.
Nach anfänglichen Versuchen und Experimenten mit Punk-Schablonen widmete sich Del Naja ab 1983 zunächst hauptsächlich, jedoch nicht ausschließlich, dem Freihandgraffiti, bis er 1987 unter anderem mit Muted Mona in der Birmingham Central Library Exhibition (1987) wieder zum Stencil zurückkehrte. Sein erstes offizielles Piece entstand ebenfalls 1983, auch hier benutzte er bereits Stencils, was ihn somit zum Pionier für Stencil-Graffiti in Bristol und England macht. In dieser Nacht entstand auch Del Najas Tag 3D. Er selbst sagte dazu, dass er sich seinen Tag spontan ausgedacht hatte und aus den anfänglich drei separaten Ds dann 3D wurde.

## Filmografie (Auswahl)
- 2023: Der Kommandant – Entscheidung im Atlantik (Comandante)